# Verticillium tubercularioides
Verticillium tubercularioides är en svampart som beskrevs av Speg. 1882. Verticillium tubercularioides ingår i släktet Verticillium och familjen Plectosphaerellaceae.   Inga underarter finns listade i Catalogue of Life.